# Poa macrocalyx
Poa macrocalyx är en gräsart som beskrevs av Ernst Rudolf von Trautvetter och Carl Anton von Meyer. Poa macrocalyx ingår i släktet gröen, och familjen gräs. Inga underarter finns listade i Catalogue of Life.